# Potentilla sojakii
Potentilla sojakii är en rosväxtart som beskrevs av B.K. Dikshit och G. Panigrahi. Potentilla sojakii ingår i Fingerörtssläktet som ingår i familjen rosväxter. Inga underarter finns listade i Catalogue of Life.